# A Pena (Junquera de Ambía)
A Pena es una aldea española situada en la parroquia de Graña, del municipio de Junquera de Ambía, en la provincia de Orense, Galicia.

## Demografía
| Gráfica de evolución demográfica de A Pena entre 2000 y 2022 |
|                                                              |
| Datos según el nomenclátor publicado por el INE.             |